# Richard Greenberg
Richard Greenberg (East Meadow, 22 febbraio 1958 – New York, 4 luglio 2025) è stato un drammaturgo e sceneggiatore statunitense.

## Biografia
Greenberg crebbe in una famiglia ebrea benestante a Long Island, prima di studiare a Princeton, dove si laureò magna cum laude. Dopo aver studiato scrittura creativa sotto la supervisione di Joyce Carol Oates a Princeton, Greenberg fu ammesso alla laurea magistrale in letteratura inglese e americana a Harvard, che però lasciò per studiare drammaturgia a Yale dal 1985. Nel 1988 fece il suo debutto a Broadway come drammaturgo con la pièce Eastern Standard.
Nel 2002 ottenne il suo più grande successo con il dramma Take Me Out, sull'omofobia nel mondo dello sport, e la pièce vinse il Tony Award alla migliore opera teatrale al suo debutto a Broadway, oltre al New York Drama Critics' Circle e al Drama Desk Award; nel 2003 Take Me Out fu candidato al Premio Pulitzer per la drammaturgia. Nel 2013 ha scritto un adattamento teatrale di Colazione da Tiffany, andata in scena a Broadway con Emilia Clarke nel ruolo di Holly Golightly. Nello stesso anno ha scritto il libretto di un adattamento musicale di Far From Heaven, con musiche di Scott Frankel e parole di Michael Korie.
Greenberg è morto nel 2025.

## Vita privata
Greenberg era dichiaratamente omosessuale.

## Filmografia parziale

### Sceneggiatore
- Zoe, regia di Drake Doremus (2018)